# Terence O'Neill (politicus)
Terence Marne O'Neill, Baron O'Neill of the Maine, PC (Londen, 10 september 1914 – Lymington, 12 juni 1990) was een Noord-Iers politicus. Hij was leider van de Ulster Unionist Party en van maart 1963 tot mei 1969 de vierde premier van Noord-Ierland. Verder was hij van 1946 tot zijn pensioen in 1970 lid van het Parlement van Noord-Ierland.

## Biografie

### Jonge jaren
Terence O'Neill werd geboren in Ennismore Gardens, Londen. Hij was de jongste zoon van Lady Annabel Hungerford Crewe-Milnes (dochter van de Markies van Crewe) en kapitein Arthur O'Neill van Shane's Castle, Randalstown. O'Neill groeide op in Londen en kreeg onderwijs aan de West Downs School, Winchester en het Eton College. Hij bracht de zomervakanties vaak door in Ulster.
Na zijn school te hebben afgemaakt, bracht O’Neill een jaar in Frankrijk en Duitsland door . In mei 1940 ging hij naar de Royal Military Academy Sandhurst en diende in de Irish Guards. Tijdens de Tweede Wereldoorlog werd O’Neill in zijn vliegtuig neergeschoten boven Nederland, en dook een tijdje onder bij een katholiek gezin aldaar. Mede hierom probeerde hij, hoewel hij uit een protestantse familie kwam, de protestanten en katholieken van Noord-Ierland te verenigen.
Op 4 februari trouwde O’Neill met Katharine Jean, de dochter van William Ingham Whitaker, van Pylewell Park, Lymington, Hampshire. Samen kregen ze twee kinderen: een zoon, Patrick (1945), en een dochter, Anne (1947).

### Politiek
Eind 1945 verhuisden O'Neill en zijn familie naar Noord-Ierland. In 1946 werd hij verkozen tot parlementslid van de Ulster Unionist Party. Hij diende op meerdere posities binnen de partij. Zo was hij van februari 1948 tot november 1953 secretaris voor het ministerie van gezondheid. Daarna werd hij benoemd tot voorzitter van Ways and Means en Deputy Speaker voor het huis van afgevaardigden. In 1953 diende hij tevens als High Sheriff of Antrim.
Van april tot oktober 1956 was O’Neill minister van binnenlandse zaken. In 1963 volgde O’Neill Basil Brooke op als premier van Noord-Ierland. Hij voerde al snel een aantal veranderingen door binnen de Noord-Ierse politiek. Zo wilde hij een einde maken aan het secretarianisme en proberen protestant en katholieken dichter bij elkaar te brengen. In januari 1965 nodigde hij Seán Lemass, toenmalig Taoiseach van Ierland, uit voor een gesprek in Belfast. Dit tot onvrede van zijn eigen partij.
O’Neill kreeg in zijn periode als premier veel kritiek over zich heen vanwege zijn beslissingen. Zo werd hij op 20 mei 1968 bekogeld met eieren, meel en stenen door leden van de Woodvale Unionist Association. Datzelfde jaar begon de Northern Ireland Civil Rights Association (NICRA) een reeks protesten op straat. Als reactie op de negatieve publiciteit introduceerde O’Neill het Five Point Reform Programme. Hiermee kreeg de NICRA deels haar zin, maar veel katholieken vonden dat er te weinig door veranderde.
In februari 1969 hield O’Neill een verrassingsverkiezing vanwege problemen binnen de Ulster Unionist Party.

### Pensioen
In april 1969 trad O’Neill, na een reeks bomaanslagen op de watervoorziening van Belfast door het Ulster Volunteer Force, af als premier en als leider van de Ulster Unionist Party. In januari 1970 trok hij zich geheel terug uit de politiek.
Hij bracht zijn laatste jaren door in Hampshire, maar sprak nog wel vaak over de problemen in Noord-Ierland. Hij was ook een vertrouweling van het Winston Churchill Memorial Trust.
O’Neill stierf op 12 juni 1990 aan de gevolgen van kanker. Hij werd overleefd door zijn vrouw en kinderen.